# Sông Nghèn

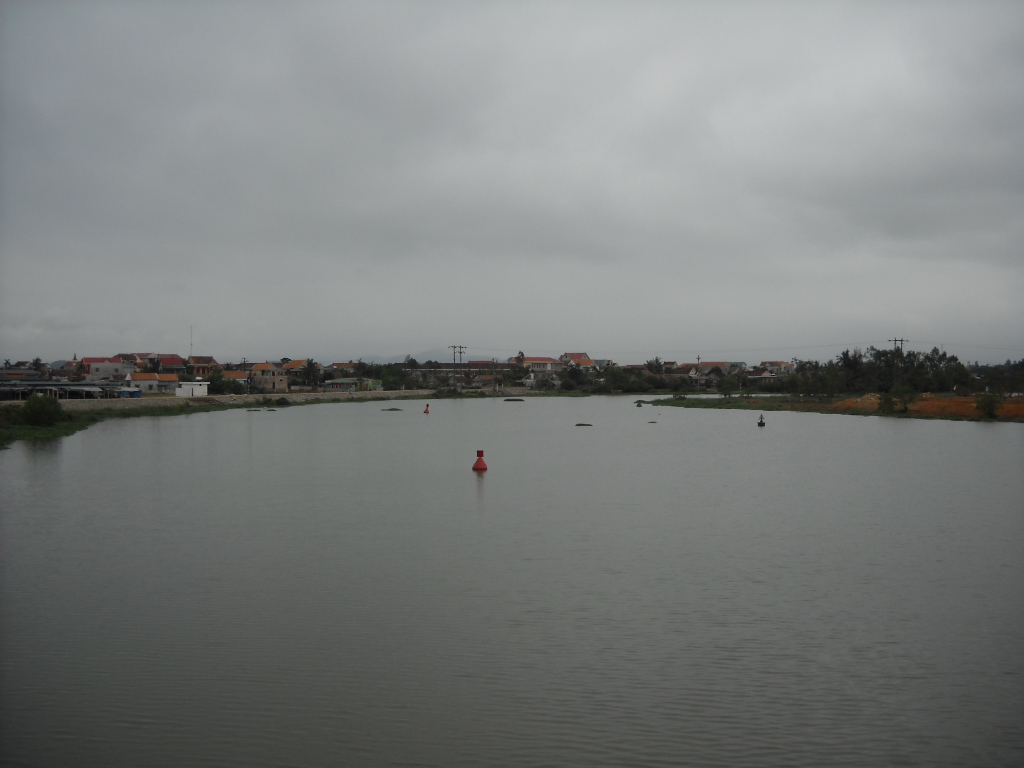
Sông Nghèn, đoạn chảy qua thị trấn Nghèn

Sông Nghèn (còn được gọi là sông Nhà Lê) là một phân lưu của sông Lam chảy qua tỉnh Hà Tĩnh.
Sông được bắt nguồn từ địa phận xã Trung Lương, Hồng Lĩnh, chảy quanh co theo hướng đông nam qua huyện Đức Thọ, thị xã Hồng Lĩnh, huyện Can Lộc, Thạch Hà và hợp nhất với sông Hạ Vàng ở huyện Thạch Hà chảy theo hướng đông bắc đổ ra biển tại cửa Sót.
Sông có chiều dài khoảng 70 km, chảy qua Quốc lộ 1 tại cầu Nghèn thuộc thị trấn Nghèn. Từ xa xưa, một đoạn sông Nghèn đã được Lê Hoàn khơi thông, tạo tuyến đường thủy nối từ kinh đô Hoa Lư tới Đèo Ngang gọi là kênh Nhà Lê.